# Changing Habits
Changing Habits (conocida en España como Cambio de hábitos) es una película estadounidense de comedia, drama y romance de 1997, dirigida por Lynn Roth, escrita por Scott Davis Jones, musicalizada por David McHugh, en la fotografía estuvo Michael Mayers y los protagonistas son Moira Kelly, Taylor Negron y Teri Garr, entre otros. El filme fue realizado por Initial Entertainment Group (IEG), James Dodson Productions y Teagarden Pictures Inc., se estrenó el 20 de mayo de 1997.

## Sinopsis
Una artista determina olvidar sus dificultades con los hombres y los desalojos, se va a vivir a un convento para trabajar y ser su sustento. Quizás  su arte sea una oportunidad para que los miembros eviten el cierre del lugar.